# Wiaczesław Zudow
Wiaczesław Dmitrijewicz Zudow, ros. Вячеслав Дмитриевич Зудов (ur. 8 stycznia 1942 w Borze w obwodzie niżnonowogrodzkim, zm. 12 czerwca 2024) – pułkownik lotnictwa, kosmonauta radziecki, Bohater Związku Radzieckiego, Lotnik Kosmonauta ZSRR.

## Wykształcenie i służba wojskowa
- 1959 – ukończył szkołę średnią w mieście Elektrostal w obwodzie moskiewskim.
- 1963 – po ukończeniu Wyższej Wojskowej Szkoły Lotniczej w Bałaszowie (obwód saratowski) został pilotem 12 dywizji lotnictwa transportowego. Zudow służył w tej części dywizji, która stacjonowała na lotnisku w osadzie Czkałowski i zajmowała się poszukiwaniem powracających na Ziemię aparatów kosmicznych, w tym załogowych.
- 1979 – w systemie zaocznym ukończył Akademię Sił Powietrznych im. J.A. Gagarina.
- 1987 – 1992 – po opuszczeniu korpusu kosmonautów dalszą służbę wojskową kontynuował w Centrum Wyszkolenia Kosmonautów im. J. Gagarina.
- 1992 – 9 czerwca z uwagi na osiągnięty wiek opuszcza armie i przechodzi do rezerwy.

## Kariera kosmonauty i służba w Centrum Przygotowań Kosmonautów
- 1965 – 28 października został przyjęty do trzeciej grupy kosmonautów radzieckich sił powietrznych. Był jednym z 22 zatwierdzonych kandydatów.
- 1965 – 1967 – przeszedł ogólne przeszkolenie do lotu w kosmos.
- 1968 – 1972 – wraz z innymi kosmonautami szkolił się w ramach programów: wojskowej stacji kosmicznej Ałmaz oraz 7K-WI (wojskowa wersja Sojuza). Uczestniczył, jako operator łączności, w kierowaniu lotami statków kosmicznych Sojuz 1, Sojuz 3 oraz grupowego lotu Sojuzów 6, 7 i 8.
Przeżył śmierć kliniczną po porażeniu prądem w czasie prac z wyposażeniem elektrycznym naziemnego kompleksu śledzącego w Eupatoria (obecnie Ukraina).
- 1972 – 1973 – razem z Walerijem Rożdiestwienskim w czwartej (rezerwowej) załodze przygotowywał się do lotu na stację kosmiczną Ałmaz (ОПС-101 „Алмаз”). Niestety kilkanaście dni po starcie, w kwietniu 1973, stacja (oficjalnie nosiła nazwę Salut 2) uległa rozhermetyzowaniu i wszystkie loty załogowe w jej kierunku zostały odwołane.
- 1973 – 1974 - podobnie jak poprzednio, razem z Walerijem Rożdiestwienskim, rozpoczął przygotowania do lotu na pokładzie drugiej stacji kosmicznej typu Ałmaz (ОПС-101-2 «Алмаз»). Po wyniesieniu na orbitę stacja otrzymała oficjalną nazwę Salut 3. Obaj stanowili trzecią (rezerwową) załogę misji Sojuz 15.
- 1975 – przechodził szkolenie do lotu statku Sojuz 21 i stacji kosmicznej Salut 5. Był dowódcą załogi rezerwowej.
- 1976 – od lipca wspólnie z Walerijem Rożdiestwienskim, w załodze podstawowej, trenował do lotu na pokładzie stacji kosmicznej Salut 5 (stacja o przeznaczeniu wojskowym typu Ałmaz - ОПС-103 „Алмаз”). W dniach 14 – 16 października uczestniczył w locie statku kosmicznego Sojuz 23.
- 1977 – 1979 – wspólnie z Borysem Andriejewem, jako załoga rezerwowa, przygotowywali się do lotu trzeciej stałej ekspedycji na stację kosmiczną Salut 6.
- 1979 – 1980 – w tym samym składzie byli dublerami załogi Sojuza 35, którym na Saluta 6 poleciała 4. stała ekspedycja.
- 1980 – 1981 – Wiaczesław Zudow i Borys Andriejew przygotowywali się do lotu w podstawowej załodze 5 stałej ekspedycji na stację Salut 6. W lutym 1981 postanowiono jednak, że poleci załoga, w składzie której będzie kosmonauta, który już pracował na tej stacji. Związane to było z koniecznością przeprowadzenia prac konserwacyjnych po przekroczeniu zaplanowanego czasu pracy stacji na orbicie. Dlatego też do załogi podstawowej wyznaczono ostatecznie dublerów Władimira Kowalonoka oraz Wiktora Sawinycha. 12 marca 1981 podczas startu Sojuza T-4 Zudow i Andriejew znów byli tylko załogą rezerwową.
- 1982 – 1986 – pełnił funkcje dowódcze w Centrum Przygotowań Kosmonautów.
- 1987 – 14 maja opuścił oddział kosmonautów.
- 1987 – 1991 – był zastępcą naczelnika wydziału politycznego w Centrum Przygotowań Kosmonautów.
- 1991 – 18 grudnia w związku z likwidacją wydziałów politycznych w siłach zbrojnych został zwolniony z zajmowanej funkcji i oddany do dyspozycji naczelnika Centrum.

## Po opuszczeniu oddziału kosmonautów
Przez 9 lat w centralnej telewizji prowadził program popularnonaukowy. Po zakończeniu służby wojskowej pracował w organach celnych Rosji. W 1997 kandydował do Dumy z okręgu moskiewskiego.

## Loty załogowe
- Sojuz 23

Swój pierwszy i jedyny lot w kosmos rozpoczął 14 października 1976. Dowodził misją Sojuza 23. Funkcję inżyniera pokładowego pełnił Walerij Rożdiestwienski, z którym Zudow trenował od 4 lat. Plan przewidywał, że pojazd z kosmonautami połączy się z krążącą na orbicie stacją kosmiczną Salut 5 i zrealizuje na jej pokładzie wojskowy program lotu. Podczas operacji cumowania odmówił jednak posłuszeństwa system zbliżania „Igła” i wyprawa została przerwana. Powrót kosmonautów na Ziemię 16 października 1976 był bardzo dramatyczny. Kapsuła z załogą opadła na zamarznięte jezioro Tengyz. W rejonie lądowania panowała bardzo niska temperatura oraz burza śnieżna. Ekipy ratunkowe przez około 12 godzin nie były w stanie dotrzeć do lądownika, w którym uwięzieni byli Zudow i Rożdiestwienski. Dopiero nad ranem przy pomocy śmigłowca wyciągnięto kapsułę Sojuza 23 na brzeg.

## Odznaczenia i nagrody
- Medal Złota Gwiazda Bohatera Związku Radzieckiego (1976)
- Order Lenina (1976)
- Medal „Za zasługi w podboju kosmosu” (2011, Rosja)[2]
- Universal Astronaut Insignia za lot orbitalny (nr 80) – Stowarzyszenie Uczestników Lotów Kosmicznych (Association of Space Explorers(inne języki))[3]

## Wykaz lotów
| Loty kosmiczne, w których uczestniczył Wiaczesław D. Zudow   | Loty kosmiczne, w których uczestniczył Wiaczesław D. Zudow | Loty kosmiczne, w których uczestniczył Wiaczesław D. Zudow | Loty kosmiczne, w których uczestniczył Wiaczesław D. Zudow | Loty kosmiczne, w których uczestniczył Wiaczesław D. Zudow | Loty kosmiczne, w których uczestniczył Wiaczesław D. Zudow | Loty kosmiczne, w których uczestniczył Wiaczesław D. Zudow |
| №                                                            | Data startu                                                | Statek kosmiczny                                           | Data lądowania                                             | Statek kosmiczny                                           | Funkcja                                                    | Czas trwania                                               |
| ------------------------------------------------------------ | ---------------------------------------------------------- | ---------------------------------------------------------- | ---------------------------------------------------------- | ---------------------------------------------------------- | ---------------------------------------------------------- | ---------------------------------------------------------- |
| 1                                                            | 14 października 1976                                       | Sojuz 23                                                   | 16 października 1976                                       | Sojuz 23                                                   | Dowódca                                                    | 2 dni 6 minut i 35 sekund.                                 |
| Łączny czas spędzony w kosmosie – 2 dni 6 minut i 35 sekund. |                                                            |                                                            |                                                            |                                                            |                                                            |                                                            |